# 昂坪360有限公司

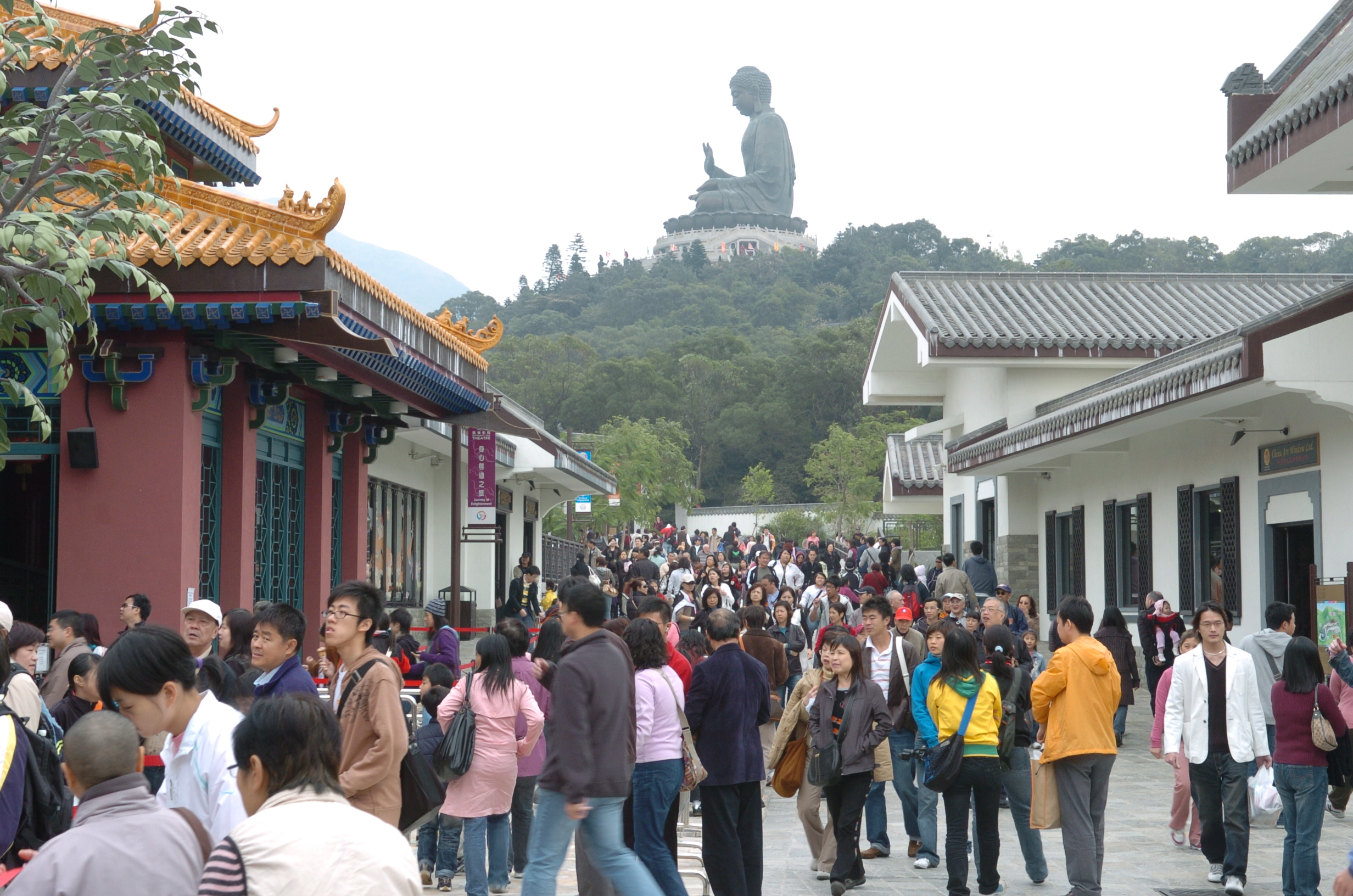
市集

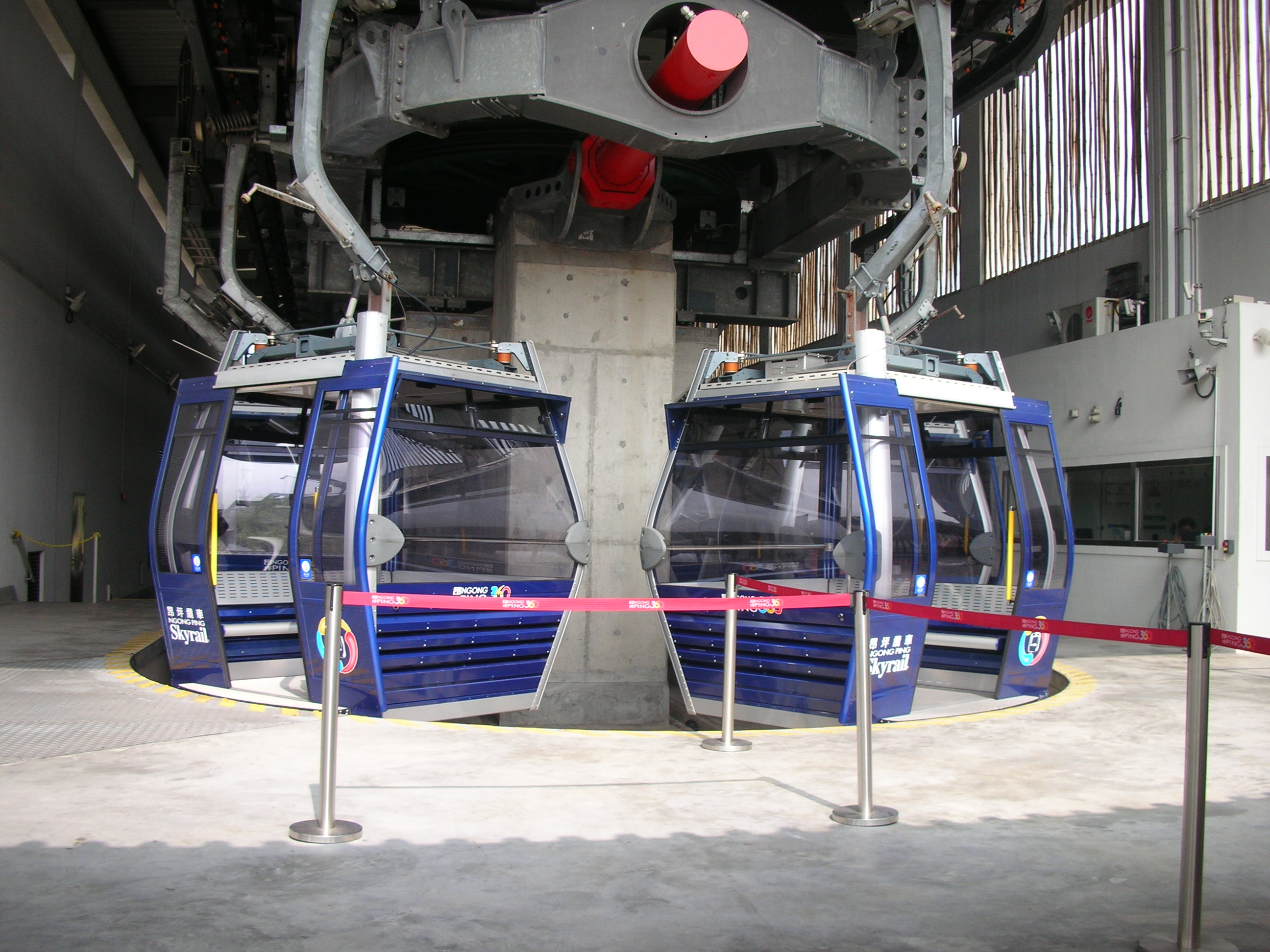
車箱

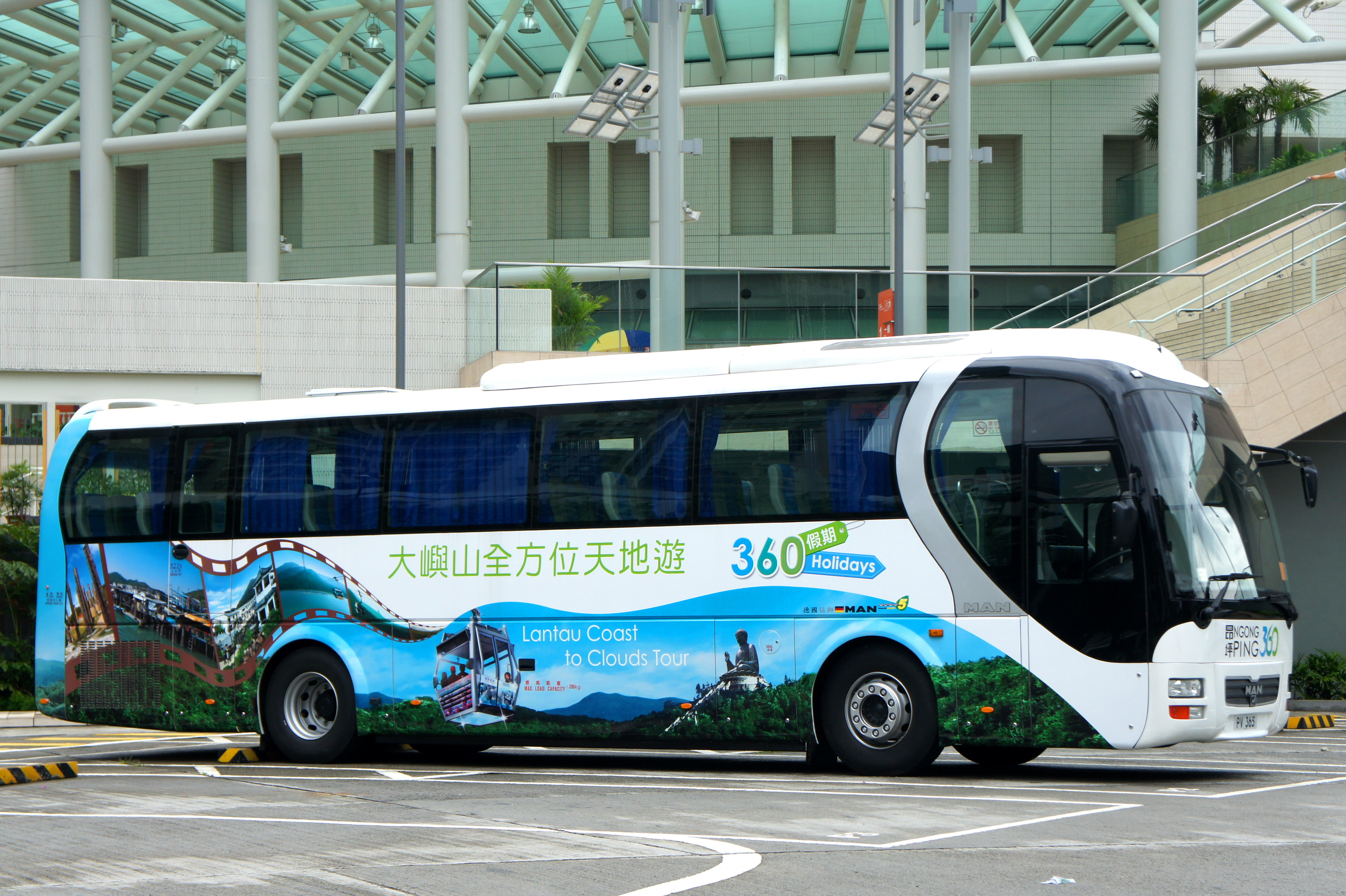
穿梭巴士

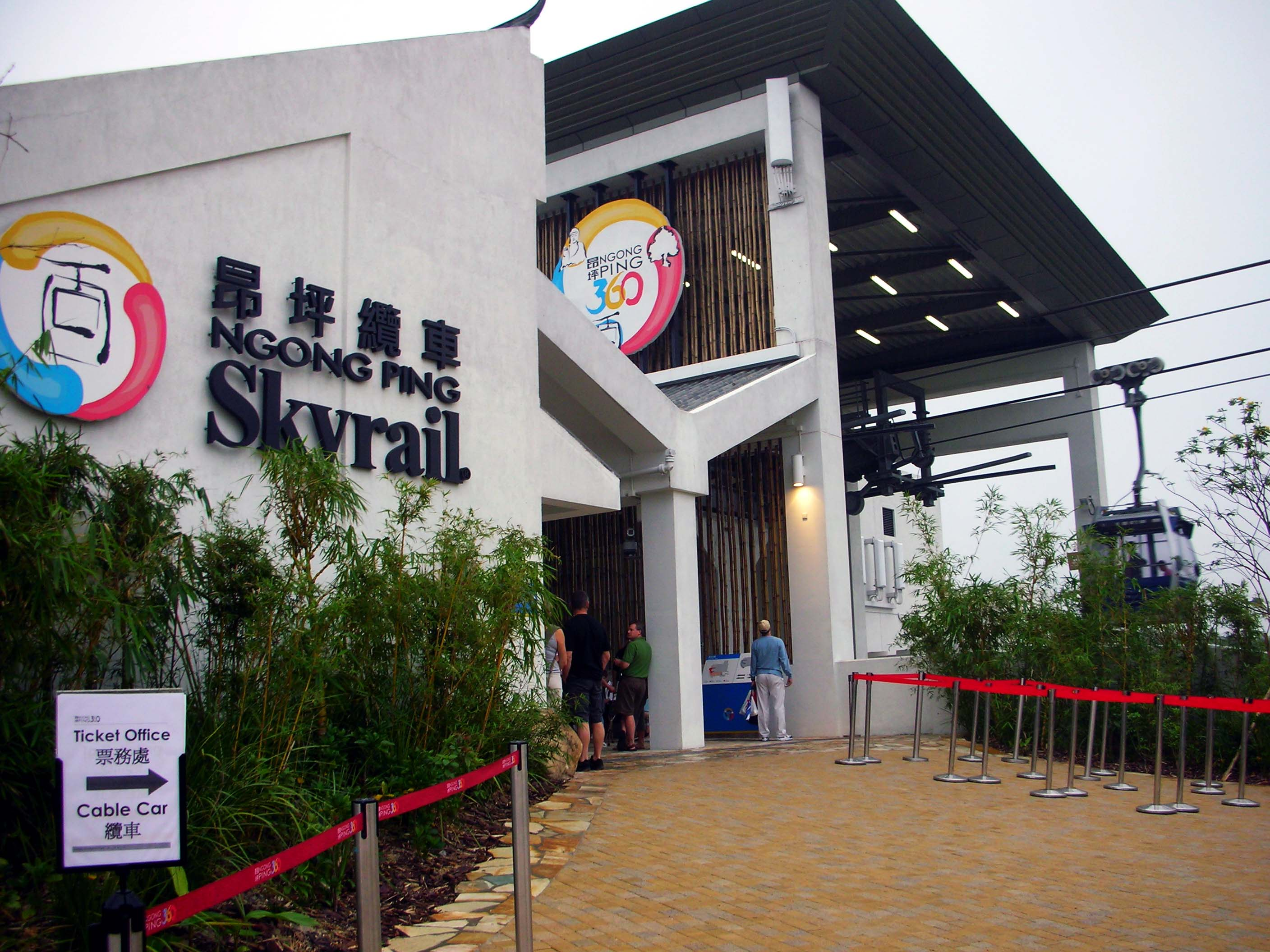
車站

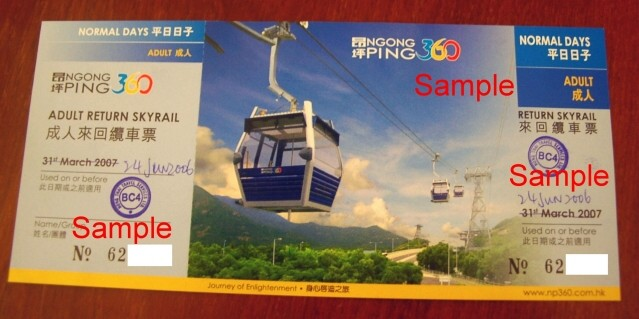
售票

昂坪360有限公司是港鐵公司的子公司，主要業務位於昂坪360纜車售票、維修管理，昂坪市集商場、會議及宴會場地租賃。信箱位於大嶼山東涌達東路11號。

## 歷史
2013年，昂坪360有限公司成立訓練中心，開辦香港首個獲得教育局香港學術及職業資歷評審局認可的纜車學術文憑課程，課程為期兩年，該年度取錄了20名學員。
昂坪360於2018年的收入增長81.0%至4.76億港元，亦是自開業起計錄得最高的收入。整體旅客量上升75.3%至183萬人次

## 相關
- 昂坪纜車墮下事故